# بایلو

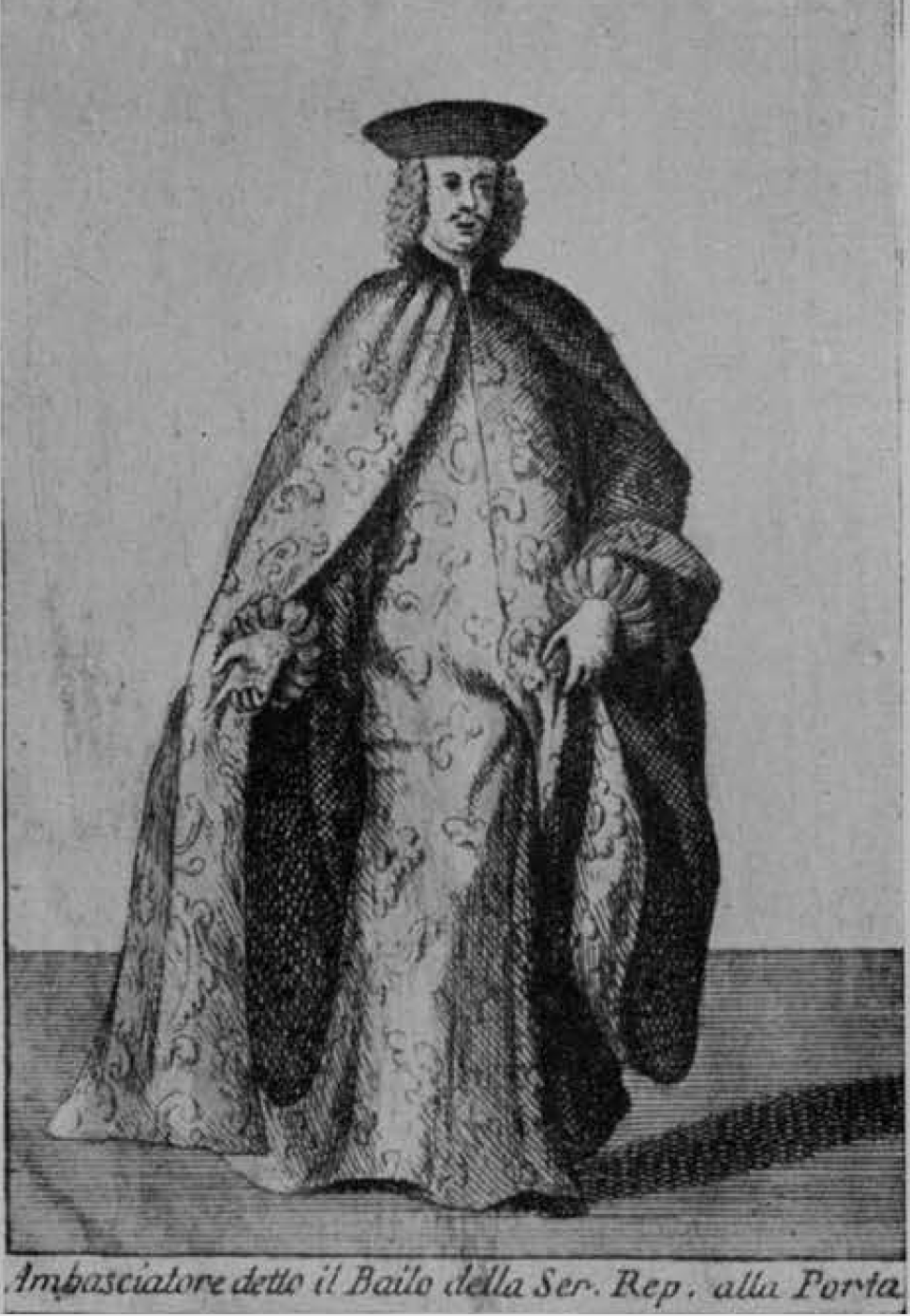
یکی از مقامات دارای عنوان بایلو

بایلو (انگلیسی: Bailo) یا بایل، اصطلاح و لقبی است که به حاکمان و فرماندهان ونیزی در مستعمرات جمهوری ونیز در شرق مدیترانه و سرزمین شام گفته می‌شود. نخستین کسی که این لقب به او داده شد پانتالیونی باربو (Pantaleone Barbo) در عصر هنری شامپانی بود.